# Andy White
Andrew "Andy" White, född 27 juli 1930 i Glasgow, Skottland, död 9 november 2015 i Caldwell, New Jersey, var en brittisk (skotsk) trummis och studiomusiker. Han är mest känd för att ha spelat trummor på The Beatles första singel "Love Me Do", 1962. Han spelade även trummor på B-sidan  "P.S. I Love You".